# Liste der Baudenkmale in Langen (Badbergen)
In der Liste der Baudenkmale in Langen sind die Baudenkmale der niedersächsischen Ortschaft Langen der Gemeinde Badbergen aufgelistet. Die übrigen Ortsteile sind in eigenständigen Listen aufgeführt.
Die Quelle der Baudenkmale ist der Denkmalatlas Niedersachsen. Der Stand der Liste ist der 10. Dezember 2024.

## Allgemein
In den Spalten befinden sich folgende Informationen:
- Lage: die Adresse des Baudenkmales und die geographischen Koordinaten. Kartenansicht, um Koordinaten zu setzen. In der Kartenansicht sind Baudenkmale ohne Koordinaten mit einem roten Marker dargestellt und können in der Karte gesetzt werden. Baudenkmale ohne Bild sind mit einem blauen Marker gekennzeichnet, Baudenkmale mit Bild mit einem grünen Marker.
- Bezeichnung: Bezeichnung des Baudenkmales
- Beschreibung: die Beschreibung des Baudenkmales. Unter § 3 Abs. 2 NDSchG werden Einzeldenkmale und unter § 3 Abs. 3 NDSchG Gruppen baulicher Anlagen und deren Bestandteile ausgewiesen.
- ID: die Objekt-ID des Baudenkmales
- Bild: ein Bild des Baudenkmales, ggf. zusätzlich mit einem Link zu weiteren Fotos des Baudenkmals im Medienarchiv Wikimedia Commons. Wenn man auf das Kamerasymbol klickt, können Fotos zu Baudenkmalen aus dieser Liste hochgeladen werden:

## Langen

### Gruppe: Hof Stegemann
Die Gruppe „Hof Stegemann“ besteht aus einer mehrseitigen, geschlossenen Hofanlage unter einem hohen Baumbestand. Die Gruppe hat die ID 45261380.

| Lage                                   | Bezeichnung              | Beschreibung | ID       | Bild |
| -------------------------------------- | ------------------------ | --- | -------- | ---- |
| Am Hagen 18 52° 37′ 9″ N, 7° 57′ 4″ O  | Wohn-/Wirtschaftsgebäude | Das Zweiständer-Hallenhaus wurde 1664 unter einem Satteldach errichtet und 1950 umgebaut. Der Wirtschaftsgiebel kragt dreifach, der Vordergiebel einfach vor. | 45261412 | BW   |
| Am Hagen 18 52° 37′ 8″ N, 7° 57′ 5″ O  | Scheune                  | Die Fachwerkscheune mit Querdurchfahrt und Zwerchgiebel wurde unter einem Satteldach errichtet.                                                               | 45261477 | BW   |
| Am Hagen 18 52° 37′ 9″ N, 7° 57′ 5″ O  | Stall                    | Der Fachwerkstall steht unter einem Satteldach. | 45261500 | BW   |
| Am Hagen 18 52° 37′ 10″ N, 7° 57′ 5″ O | Stall                    | Der Fachwerkstall steht unter einem Satteldach. | 45261517 | BW   |
| Am Hagen 18 52° 37′ 9″ N, 7° 57′ 5″ O  | Speicher                 | Der anderthalbgeschossige Fachwerkspeicher wurde vermutlich im 17. Jahrhundert unter einem Satteldach errichtet.                                              | 45261432 | BW   |
| Am Hagen 18 52° 37′ 8″ N, 7° 57′ 6″ O  | Backhaus                 | Das eingeschossige Fachwerkgebäude steht unter einem Satteldach. Der Backofen wurde entfernt.                                                                 | 45261568 | BW   |
| Am Hagen 18 52° 37′ 8″ N, 7° 57′ 3″ O  | Wagenschauer/Remise      | Der Wagenschauer ist als Fachwerkkonstruktion ausgeführt. | 45261453 | BW   |
| Am Hagen 18 52° 37′ 8″ N, 7° 57′ 4″ O  | Toranlage                | Die Toranlage wurde 1904 als Fachwerkgebäude errichtet. | 45261541 | BW   |

### Gruppe: Hof Brunswinkel
Die Gruppe „Hof Brunswinkel“ besteht aus einer mehrseitigen Hofanlage unter einem hohen Baumbestand. Die Gruppe hat die ID 45261835.

| Lage                                         | Bezeichnung              | Beschreibung | ID       | Bild |
| -------------------------------------------- | ------------------------ | --- | -------- | ---- |
| Auf dem Hagen 23 52° 36′ 16″ N, 7° 56′ 35″ O | Wohn-/Wirtschaftsgebäude | Das Zweiständer-Hallenhaus wurde 1816 unter einem Satteldach errichtet. Wohn- und Wirtschaftsgiebel kragen jeweils dreifach vor.                      | 35819274 | BW   |
| Auf dem Hagen 23 52° 36′ 15″ N, 7° 56′ 36″ O | Scheune                  | Die Fachwerkscheune mit Querdurchfahrt wurde 1884 unter einem Satteldach errichtet. Beide Giebel kragen zweifach vor.                                 | 45261931 | BW   |
| Auf dem Hagen 23 52° 36′ 15″ N, 7° 56′ 36″ O | Stall                    | Der Fachwerkstall steht unter einem Satteldach. Beide Giebel kragen zweifach vor.                                                                     | 45261981 | BW   |
| Auf dem Hagen 23 52° 36′ 17″ N, 7° 56′ 36″ O | Backhaus                 | Das anderthalbgeschossige Fachwerkgebäude wurde 1724 unter einem Satteldach errichtet. Beide Giebel kragen zweifach vor. Der Backofen wurde entfernt. | 45261885 | BW   |
| Auf dem Hagen 23 52° 36′ 15″ N, 7° 56′ 35″ O | Wagenschauer/Remise      | Das Fachwerkgebäude steht unter einem Satteldach. | 45261963 | BW   |
| Auf dem Hagen 23 52° 36′ 17″ N, 7° 56′ 35″ O | Nebengebäude             | Der Fachwerkschuppen mit Quereinfahrt steht unter einem Satteldach.                                                                                   | 45262003 | BW   |

### Gruppe: Hof Wehriede
Die Gruppe „Hof Wehriede“ besteht aus einer mehrseitigen Hofanlage unter einem hohen Baumbestand. Die Gruppe hat die ID 45264555.

| Lage                                            | Bezeichnung              | Beschreibung | ID       | Bild |
| ----------------------------------------------- | ------------------------ | --- | -------- | ---- |
| Auf der Wehriede 19 52° 36′ 35″ N, 7° 56′ 1″ O  | Wohn-/Wirtschaftsgebäude | Das Zweiständer-Hallenhaus wurde 1744 unter einem Satteldach errichtet. Wohn- und Wirtschaftsgiebel kragen jeweils dreifach vor. | 45264577 | BW   |
| Auf der Wehriede 19 52° 36′ 35″ N, 7° 56′ 2″ O  | Scheune                  | Die Fachwerkscheune wurde 1905 unter einem Satteldach errichtet.                                                                 | 45264657 | BW   |
| Auf der Wehriede 19 52° 36′ 35″ N, 7° 56′ 2″ O  | Scheune                  | Die Fachwerkscheune wurde 1848 unter einem Satteldach errichtet.                                                                 | 45264693 | BW   |
| Auf der Wehriede 19 52° 36′ 34″ N, 7° 56′ 3″ O  | Stall                    | Die Fachwerkstall wurde unter einem Satteldach errichtet.                                                                        | 45264714 | BW   |
| Auf der Wehriede 19b 52° 36′ 38″ N, 7° 56′ 3″ O | Wirtschaftsgebäude       | Das Fachwerkgebäude wurde als Melkerhaus genutzt.                                                                                | 45264749 | BW   |
| Auf der Wehriede 19 52° 36′ 35″ N, 7° 56′ 0″ O  | Speicher                 | Der zweigeschossige Fachwerkspeicher wurde 1817 unter einem Satteldach errichtet.                                                | 45264611 | BW   |
| Auf der Wehriede 19 52° 36′ 36″ N, 7° 56′ 0″ O  | Backhaus                 | Das Fachwerkgebäude wurde im 19. Jahrhundert unter einem Satteldach errichtet. Der Backofen wurde entfernt.                      | 45264631 | BW   |
| Auf der Wehriede 19 52° 36′ 36″ N, 7° 56′ 2″ O  | Wagenschauer/Remise      | Das Fachwerkgebäude wurde unter einem Pultdach errichtet.                                                                        | 45264731 | BW   |

### Gruppe: Hof Wesselmann
Die Gruppe „Hof Wesselmann“ besteht aus einer mehrseitigen, geschlossenen Hofanlage unter einem hohen Baumbestand. Die Gruppe hat die ID 45263756.

| Lage                                        | Bezeichnung              | Beschreibung | ID       | Bild |
| ------------------------------------------- | ------------------------ | --- | -------- | ---- |
| Auf dem Brinke 1 52° 36′ 24″ N, 7° 58′ 4″ O | Wohn-/Wirtschaftsgebäude | Das Zweiständer-Hallenhaus wurde 1787 unter einem Satteldach errichtet. Der Wohngiebel wurde 1957 erneuert und kragt zweifach vor.                       | 45263787 | BW   |
| Auf dem Brinke 1 52° 36′ 24″ N, 7° 58′ 6″ O | Scheune                  | Die Fachwerkscheune wurde 1798 unter einem Satteldach errichtet.                                                                                         | 45263882 | BW   |
| Auf dem Brinke 1 52° 36′ 25″ N, 7° 58′ 5″ O | Stall                    | Der Stall wurde als massives Backsteingebäude errichtet.                                                                                                 | 45263940 | BW   |
| Auf dem Brinke 1 52° 36′ 25″ N, 7° 58′ 5″ O | Stall                    | Der Stall wurde als massives Backsteingebäude errichtet.                                                                                                 | 45263965 | BW   |
| Auf dem Brinke 1 52° 36′ 24″ N, 7° 58′ 2″ O | Speicher                 | Der Fachwerkspeicher wurde 1738 unter einem Satteldach errichtet.                                                                                        | 45263807 | BW   |
| Auf dem Brinke 1 52° 36′ 25″ N, 7° 58′ 6″ O | Speicher                 | Das Fachwerkgebäude wurde vermutlich auch als Stall errichtet.                                                                                           | 45264077 | BW   |
| Auf dem Brinke 1 52° 36′ 24″ N, 7° 58′ 3″ O | Backhaus                 | Das Fachwerkgebäude aus dem 19. Jahrhundert steht unter einem Satteldach. Der Backofen wurde entfernt.                                                   | 45263833 | BW   |
| Auf dem Brinke 1 52° 36′ 24″ N, 7° 58′ 5″ O | Wagenschauer/Remise      | Der Wagenschauer aus dem 19. Jahrhundert ist aus Fachwerk konstruiert.                                                                                   | 45263995 | BW   |
| Auf dem Brinke 1 52° 36′ 24″ N, 7° 58′ 7″ O | Wagenschauer/Remise      | Der Wagenschauer aus dem 19. Jahrhundert war aus Fachwerk konstruiert. Vor 2017 wurde das Gebäude abgebrochen und aus dem Denkmalverzeichnis gestrichen. | 45264050 | BW   |

### Gruppe: Hof Kerkhoff (ehemals Iding im Busche)
Die Gruppe „Hof Kerkhoff (ehemals Iding im Busche)“ besteht aus einer mehrseitigen, wegen der fehlenden Scheune offenen Hofanlage unter einem hohen Baumbestand. Die Hofanlage wird landwirtschaftlich nicht mehr genutzt. Die Gebäude sind weitgehend zu Wohnzwecken umgebaut. Die Gruppe hat die ID 45270309.

| Lage                                          | Bezeichnung              | Beschreibung | ID       | Bild |
| --------------------------------------------- | ------------------------ | --- | -------- | ---- |
| Buschort 32 52° 35′ 53″ N, 7° 57′ 16″ O       | Wohn-/Wirtschaftsgebäude | Das Zweiständer-Hallenhaus wurde 1745 unter einem Satteldach errichtet. Der Wohnteil wurde 1910 ersetzt.                 | 45270331 | BW   |
| Buschort 32 52° 35′ 54″ N, 7° 57′ 15″ O       | Stall                    | Der Fachwerkstall steht unter einem Satteldach.                                                                          | 45270386 | BW   |
| Buschort 32 52° 35′ 52″ N, 7° 57′ 17″ O       | Stall                    | Der Fachwerkstall steht unter einem Satteldach.                                                                          | 45270412 | BW   |
| Buschort 32a, 32b 52° 35′ 54″ N, 7° 57′ 17″ O | Stall                    | Der Stall aus Backsteinen steht unter einem Satteldach.                                                                  | 45270434 | BW   |
| Buschort 32 52° 35′ 53″ N, 7° 57′ 15″ O       | Speicher                 | Der Fachwerkspeicher, der vormals als Backhaus genutzt wurde, steht unter einem Satteldach. Der Backofen wurde entfernt. | 45270359 | BW   |
| Buschort 32c 52° 35′ 52″ N, 7° 57′ 18″ O      | Wagenschauer/Remise      | Der Wagenschauer wurde in Fachwerkbauweise errichtet und heute zu Wohnzwecken umgebaut und genutzt.                      | 45270468 | BW   |

### Gruppe: Hof Siekmann
Die Gruppe „Hof Siekmann“ besteht aus einer die Kulturlandschaft prägenden Hofanlage mit einem Bauerngarten und unter einem hohen Baumbestand. Die Gruppe hat die ID 35499435.

| Lage                                  | Bezeichnung              | Beschreibung | ID       | Bild |
| ------------------------------------- | ------------------------ | --- | -------- | ---- |
| Dammort 2 52° 36′ 32″ N, 7° 57′ 57″ O | Wohn-/Wirtschaftsgebäude | Das Zweiständer-Hallenhaus wurde 1811 unter einem Satteldach errichtet. Wohn- und Wirtschaftsgiebel kragen jeweils dreifach vor.            | 35468537 | BW   |
| Dammort 2 52° 36′ 31″ N, 7° 57′ 59″ O | Scheune                  | Die Fachwerkscheune mit Querdurchfahrt und zwei Quereinfahrten unter einem Satteldach wurde 1900 mit Bauteilen von 1764 und 1789 errichtet. | 35469710 | BW   |
| Dammort 2 52° 36′ 30″ N, 7° 57′ 59″ O | Scheune                  | Die Fachwerkscheune mit vier Querdurchfahrten wurde unter einem Satteldach errichtet.                                                       | 35469826 | BW   |
| Dammort 2 52° 36′ 32″ N, 7° 57′ 59″ O | Stall                    | Der Fachwerkstall zeigt einen Zwerchgiebel zum Hof hin.                                                                                     | 35469594 | BW   |
| Dammort 2 52° 36′ 33″ N, 7° 57′ 58″ O | Speicher                 | Der zweigeschossige Fachwerkspeicher von 1697 steht unter einem Satteldach. Beide Giebel kragen zweifach vor.                               | 35468511 | BW   |
| Dammort 2 52° 36′ 33″ N, 7° 58′ 0″ O  | Backhaus                 | Das Fachwerkgebäude wurde ehemals als Backhaus, dann als Schuppen genutzt.                                                                  | 35466994 | BW   |
| Dammort 2 52° 36′ 31″ N, 7° 57′ 58″ O | Wagenschauer/Remise      | Der Wagenschauer wurde 1912 als Fachwerkgebäude realisiert.                                                                                 | 35469950 | BW   |
| Dammort 2 52° 36′ 31″ N, 7° 57′ 57″ O | Garten                   | Der Artländer Bauerngarten wird von einer Buchenhecke eingefriedet. Die Wege sind mit Buchsbaumhecken flankiert.                            | 51687275 | BW   |

### Gruppe: Hof Budke
Die Gruppe „Hof Budke“ besteht aus einer mehrseitigen Hofanlage. Die Gruppe hat die ID 45272397.

| Lage                                   | Bezeichnung              | Beschreibung                                                                                      | ID       | Bild |
| -------------------------------------- | ------------------------ | ------------------------------------------------------------------------------------------------- | -------- | ---- |
| Dammort 16 52° 36′ 52″ N, 7° 58′ 37″ O | Wohn-/Wirtschaftsgebäude | Das Zweiständer-Hallenhaus wurde 1705 unter einem Satteldach errichtet und 1796 umgebaut.         | 45272506 | BW   |
| Dammort 16 52° 36′ 52″ N, 7° 58′ 36″ O | Scheune                  | Die Fachwerkscheune von 1835 (oder 1833) steht unter einem Satteldach                             | 45272506 | BW   |
| Dammort 16 52° 36′ 51″ N, 7° 58′ 35″ O | Scheune                  | Die Fachwerkscheune von 1868 steht unter einem Satteldach                                         | 45272573 | BW   |
| Dammort 16 52° 36′ 52″ N, 7° 58′ 37″ O | Stall                    | Der Fachwerkstall steht unter einem Satteldach.                                                   | 45272655 | BW   |
| Dammort 16 52° 36′ 50″ N, 7° 58′ 37″ O | Stall                    | Der Fachwerkstall wurde 1953 unter einem Satteldach errichtet.                                    | 45272680 | BW   |
| Dammort 16 52° 36′ 53″ N, 7° 58′ 35″ O | Backhaus                 | Das Fachwerkgebäude wurde im 17. Jahrhundert errichtet. Der Backofen wurde mittlerweile entfernt. | 45272609 | BW   |

### Gruppe: Hof Wernsing
Die Gruppe „Hof Wernsing“ besteht aus einer mehrseitigen Hofanlage aus dem 19. Jahrhundert. Die Gruppe hat die ID 45263669.

| Lage                                       | Bezeichnung              | Beschreibung | ID       | Bild |
| ------------------------------------------ | ------------------------ | --- | -------- | ---- |
| Im Roggesch 17 52° 36′ 51″ N, 7° 57′ 18″ O | Wohn-/Wirtschaftsgebäude | Das Zweiständer-Hallenhaus wurde 1707 unter einem Satteldach errichtet. Der Wohngiebel wurde durch eine massive Backsteinwand ersetzt. | 45263708 | BW   |
| Im Roggesch 17 52° 36′ 52″ N, 7° 57′ 17″ O | Scheune                  | Die Fachwerkscheune wurde im 19. Jahrhundert unter einem Satteldach errichtet.                                                         | 45263814 | BW   |
| Im Roggesch 17 52° 36′ 52″ N, 7° 57′ 18″ O | Stall                    | Der Fachwerkstall wurde im 19. Jahrhundert unter einem Satteldach errichtet.                                                           | 45263875 | BW   |
| Im Roggesch 17 52° 36′ 52″ N, 7° 57′ 17″ O | Wagenschauer/Remise      | Der Wagenschauer ist als Fachwerkgebäude errichtet worden.                                                                             | 45263975 | BW   |
| Im Roggesch 17 52° 36′ 52″ N, 7° 57′ 18″ O | Nebengebäude             | Der Fachwerkschuppen wurde durch ein neues Gebäude ersetzt, sodass der frühere Bau 2017 aus dem Denkmalverzeichnis gestrichen wurde.   | 45264111 | BW   |

### Gruppe: Hof Aachte
Die Gruppe „Hof Aachte“ besteht aus einer vierseitigen, von den Scheunen und dem Hauptgebäude völlig geschlossene Hofanlage unter einem hohen Baumbestand. Die Gruppe hat die ID 45264387.

| Lage                                      | Bezeichnung              | Beschreibung | ID       | Bild |
| ----------------------------------------- | ------------------------ | --- | -------- | ---- |
| Im Roggesch 34 52° 37′ 6″ N, 7° 56′ 34″ O | Wohn-/Wirtschaftsgebäude | Das Vierständer-Hallenhaus wurde 1900 unter einem Satteldach errichtet. Das Wohnhaus wurde massiv aus Backstein neu errichtet. | 45264410 | BW   |
| Im Roggesch 34 52° 37′ 6″ N, 7° 56′ 32″ O | Scheune                  | 1884 wurde die Fachwerkscheune unter einem Satteldach errichtet.                                                               | 45264506 | BW   |
| Im Roggesch 34 52° 37′ 6″ N, 7° 56′ 32″ O | Scheune                  | Die Fachwerkscheune wurde 1884 unter einem Satteldach errichtet.                                                               | 45264531 | BW   |
| Im Roggesch 34 52° 37′ 5″ N, 7° 56′ 33″ O | Scheune                  | Die Fachwerkscheune wurde 1872 unter einem Satteldach errichtet und 1893 umgebaut.                                             | 45264570 | BW   |
| Im Roggesch 34 52° 37′ 5″ N, 7° 56′ 35″ O | Speicher                 | Der zweigeschossige Fachwerkspeicher wurde 1876 unter einem Satteldach errichtet.                                              | 45264471 | BW   |
| Im Roggesch 34 52° 37′ 6″ N, 7° 56′ 32″ O | Silo                     | Der zwischen 1960 und 1970 errichtete Silo steht unter einem hölzernen Satteldach.                                             | 45264650 | BW   |

### Gruppe: Hof Feldforth
Die Gruppe „Hof Feldforth“ besteht aus einer mehrseitigen Hofanlage unter einem hohen Baumbestand. Die Gruppe hat die ID 45264814.

| Lage                                      | Bezeichnung              | Beschreibung | ID       | Bild |
| ----------------------------------------- | ------------------------ | --- | -------- | ---- |
| Im Roggesch 41 52° 37′ 4″ N, 7° 56′ 22″ O | Wohn-/Wirtschaftsgebäude | Das Zweiständer-Hallenhaus wurde 1718 unter einem Satteldach errichtet und um 1900 im Wohnteil erheblich umgebaut. Der Wirtschaftsgiebel kragt dreifach vor. | 45264855 | BW   |
| Im Roggesch 41 52° 37′ 4″ N, 7° 56′ 23″ O | Scheune                  | Die Scheune ist weitgehend in Backsteinbauweise errichtet.                                                                                                   | 45264882 | BW   |
| Im Roggesch 41 52° 37′ 3″ N, 7° 56′ 24″ O | Stall                    | Der Stall ist weitgehend in Backsteinbauweise errichtet. | 45264904 | BW   |
| Im Roggesch 41 52° 37′ 4″ N, 7° 56′ 24″ O | Wagenschauer             | Der Wagenschauer ist weitgehend in Backsteinbauweise errichtet.                                                                                              | 45264926 | BW   |
| Im Roggesch 41 52° 37′ 4″ N, 7° 56′ 21″ O | Nebengebäude             | Der Schuppen ist weitgehend in Backsteinbauweise errichtet.                                                                                                  | 45264949 | BW   |

### Gruppe: Hof Middendorf
Die Gruppe „Hof Middendorf“ besteht aus einer mehrseitigen offenen Hofanlage und einem Garten unter einem hohen Baumbestand. Die Gruppe hat die ID 38186643.

| Lage                                     | Bezeichnung              | Beschreibung | ID       | Bild |
| ---------------------------------------- | ------------------------ | --- | -------- | ---- |
| Kornstraße 1 52° 37′ 10″ N, 7° 57′ 25″ O | Wohn-/Wirtschaftsgebäude | Das Zweiständer-Hallenhaus wurde 1821 unter einem Satteldach errichtet. Um 1900 wurde der Wohnteil erheblich umgebaut. Der Wirtschaftsgiebel kragt zweifach vor. | 38279788 | BW   |
| Kornstraße 1 52° 37′ 10″ N, 7° 57′ 27″ O | Scheune                  | Die Backsteinscheune wurde Ende des 19. Jahrhunderts mit Quereinfahrten unter einem Satteldach errichtet.                                                        | 38279828 | BW   |
| Kornstraße 1 52° 37′ 10″ N, 7° 57′ 26″ O | Stall                    | Der Stall wurde massiv aus Backsteinen unter einem Satteldach errichtet.                                                                                         | 45262472 | BW   |
| Kornstraße 1 52° 37′ 11″ N, 7° 57′ 25″ O | Backhaus                 | Das Fachwerkgebäude mit angebautem Schuppen steht unter einem Satteldach.                                                                                        | 38279854 | BW   |
| Kornstraße 1 52° 37′ 9″ N, 7° 57′ 26″ O  | Wagenschauer/Remise      | Das Fachwerkgebäude steht unter einem Satteldach. | 38279841 | BW   |

### Gruppe: Hof Nietfeld
Die Gruppe „Hof Nietfeld“ besteht aus einer mehrseitigen offenen Hofanlage und einem Garten unter einem hohen Baumbestand. Die Gruppe hat die ID 45261551.

| Lage                                        | Bezeichnung              | Beschreibung                                                                              | ID       | Bild |
| ------------------------------------------- | ------------------------ | ----------------------------------------------------------------------------------------- | -------- | ---- |
| Nietfeldsweg 25 52° 35′ 57″ N, 7° 58′ 24″ O | Wohn-/Wirtschaftsgebäude | Das Vierständer-Hallenhaus wurde 1848 unter einem Satteldach errichtet und 1863 umgebaut. | 45261633 | BW   |
| Nietfeldsweg 25 52° 35′ 57″ N, 7° 58′ 23″ O | Scheune                  | Die Fachwerkscheune wurde 1884 unter einem Satteldach errichtet.                          | 45261773 | BW   |
| Nietfeldsweg 25 52° 35′ 57″ N, 7° 58′ 24″ O | Stall                    | Der Fachwerkstall wurde unter einem Satteldach errichtet.                                 | 45261892 | BW   |
| Nietfeldsweg 25 52° 35′ 57″ N, 7° 58′ 24″ O | Stall                    | Der Fachwerkstall wurde unter einem Satteldach errichtet.                                 | 45262014 | BW   |
| Nietfeldsweg 25 52° 35′ 56″ N, 7° 58′ 23″ O | Speicher                 | Der eingeschossige Fachwerkspeicher steht unter einem Satteldach.                         | 45262099 | BW   |
| Nietfeldsweg 25 52° 35′ 58″ N, 7° 58′ 23″ O | Wagenschauer/Remise      | Der Wagenschauer wurde in Fachwerkbauweise errichtet.                                     | 45261828 | BW   |
| Nietfeldsweg 25 52° 35′ 57″ N, 7° 58′ 23″ O | Nebengebäude             | Der Fachwerkschuppen steht unter einem Satteldach.                                        | 45262146 | BW   |

### Einzeldenkmale
| Lage                                            | Bezeichnung              | Beschreibung | ID       | Bild |
| ----------------------------------------------- | ------------------------ | --- | -------- | ---- |
| Auf der Wehriede 19A 52° 36′ 40″ N, 7° 56′ 4″ O | Wohn-/Wirtschaftsgebäude | Das Zweiständer-Hallenhaus wurde 1834 unter einem Satteldach als Heuerhaus für den Hof Wehriede errichtet. | 45270047 | BW   |
| Auf dem Hagen 23b 52° 36′ 29″ N, 7° 56′ 46″ O   | Wohn-/Wirtschaftsgebäude | 1929 wurde das Backsteinhaus in Gestalt eines Dreiständer-Hallenhauses als Heuerhaus für den Hof Brunswinkel unter einem Satteldach errichtet. | 37395819 | BW   |
| Auf dem Hagen 36a 52° 35′ 57″ N, 7° 57′ 3″ O    | Wohn-/Wirtschaftsgebäude | Das Zweiständer-Hallenhaus wurde 1734 als Heuerhaus für den Hof Brunswinkel unter einem Satteldach errichtet. | 45262374 | BW   |
| Auf der Wörth 14 52° 36′ 37″ N, 7° 57′ 27″ O    | Wohn-/Wirtschaftsgebäude | Das Vierständer-Hallenhaus wurde 1832 auf dem Hof Iding unter einem Satteldach errichtet. | 45270078 | BW   |
| Auf der Wörth 84 52° 36′ 38″ N, 7° 57′ 46″ O    | Wohnhaus                 | Das 1937 als Altenteiler für den Hof Sickmann errichtete Fachwerkgebäude steht unter einem Satteldach mit Reeteindeckung. | 45270151 | BW   |
| Buschort 30 52° 35′ 53″ N, 7° 57′ 22″ O         | Wohn-/Wirtschaftsgebäude | Das Zweiständer-Hallenhaus wurde 1797 als Heuerhaus für den Hof Kerkhoff, vormals Iding im Busche, unter einem Satteldach errichtet. Wohn- und Wirtschaftsgiebel kragen jeweils zweifach vor. | 45270231 | BW   |
| Buschort 45 52° 35′ 49″ N, 7° 57′ 23″ O         | Wohn-/Wirtschaftsgebäude | Das Zweiständer-Hallenhaus wurde 1825 als Heuerhaus für den Hof Kerkhoff unter einem Satteldach errichtet. Die Fenstereinbrüche wurden nachträglich hinzugefügt. | 45270705 |      |
| Dammort 3 52° 36′ 36″ N, 7° 58′ 2″ O            | Wohn-/Wirtschaftsgebäude | Das Zweiständer-Hallenhaus wurde 1751 aus einem alten Kerngerüst von 1692 als Heuerhaus für den Hof Thomann errichtet. Ursprünglich stand das Gebäude in Groß Mimmelage (Barenkamp 10). Die Translozierung fand vor 2011 statt.                                                                                             | 40844280 | BW   |
| Eschweg 25a 52° 36′ 16″ N, 7° 58′ 53″ O         | Wohn-/Wirtschaftsgebäude | Das Zweiständer-Hallenhaus wurde 1697 als Heuerhaus für den Hof Warnefeldt unter einem Satteldach errichtet. | 45270730 | BW   |
| Im Langener Esch 2c 52° 36′ 31″ N, 7° 57′ 28″ O | Wohn-/Wirtschaftsgebäude | Das Zweiständer-Hallenhaus wurde 1824 als Heuerhaus für den Hof Sickmann unter einem Satteldach errichtet. | 45270655 | BW   |
| Im Langener Esch 4 52° 36′ 24″ N, 7° 57′ 26″ O  | Wohn-/Wirtschaftsgebäude | Das Zweiständer-Hallenhaus wurde 1860 auf dem Hof Klatte unter einem Satteldach errichtet. | 45270393 | BW   |
| Im Langener Esch 5 52° 36′ 21″ N, 7° 57′ 37″ O  | Wohn-/Wirtschaftsgebäude | Das Zweiständer-Hallenhaus wurde 1791 auf dem Hof Vageding unter einem Satteldach errichtet. | 45270217 | BW   |
| Im Langener Esch 22 52° 36′ 27″ N, 7° 57′ 32″ O | Wohn-/Wirtschaftsgebäude | Das Zweiständer-Hallenhaus wurde nach der Inschrift 1816 auf dem Hof Thöle unter einem Satteldach errichtet. Womöglich ist das Gebäude älter (1707?), als die Inschrift suggeriert. Der Wirtschaftsgiebel kragt dreifach, der Wohngiebel zweifach vor. Zwischen 1900 und 1910 sowie noch einmal 1935 fanden Umbauten statt. | 35502574 | BW   |
| Im Lienesch 8 52° 36′ 27″ N, 7° 57′ 32″ O       | Wohn-/Wirtschaftsgebäude | Das Zweiständer-Hallenhaus wurde 1738 auf dem Hof Harßmann unter einem Satteldach errichtet. Der Wirtschaftsgiebel kragt dreifach vor. Der Backsteinanbau vor dem Giebel steht unter einem Pultdach. | 45269874 | BW   |
| Siemermansweg 3a 52° 36′ 57″ N, 7° 57′ 26″ O    | Wohn-/Wirtschaftsgebäude | Das Zweiständer-Hallenhaus wurde in der Mitte des 18. Jahrhunderts für den Hof Harßmann unter einem Satteldach errichtet. | 45315667 | BW   |

### Ehemalige Baudenkmale
| Lage                                         | Bezeichnung              | Beschreibung | ID       | Bild |
| -------------------------------------------- | ------------------------ | --- | -------- | ---- |
| Auf der Wörth 64 52° 36′ 32″ N, 7° 57′ 29″ O | Schule                   | Die ehemalige Schule mit Stallanbau unter einem Satteldach wurde wegen der Veränderungen ab 1986 nicht mehr im Denkmalverzeichnis geführt.                                                                                 | 51628857 | BW   |
| Dammort 11 52° 36′ 30″ N, 7° 58′ 5″ O        | Backhaus                 | Das Fachwerkgebäude steht unter einem Satteldach und wurde wegen der Veränderungen ab 1986 nicht mehr im Denkmalverzeichnis geführt.                                                                                       | 51628960 | BW   |
| Pastorenweg 23a 52° 36′ 17″ N, 7° 56′ 19″ O  | Wohn-/Wirtschaftsgebäude | Das Zweiständer-Hallenhaus wurde 1751 als Heuerhaus für den Hof Brunswinkel unter einem Satteldach von einem Wald umgeben errichtet. Wegen der Veränderungen wurde das Gebäude 2022 aus dem Denkmalverzeichnis gestrichen. | 45261362 | BW   |